# Accident ferroviaire de Brétigny-sur-Orge
L’accident ferroviaire de Brétigny-sur-Orge est un déraillement survenu le 12 juillet 2013 en gare de Brétigny, sur le territoire de la commune de Brétigny-sur-Orge (Essonne), à 31 km au sud de Paris. 
À la suite de la défaillance d'une éclisse, plusieurs voitures d'un train de voyageurs Intercités reliant Paris-Austerlitz à Limoges-Bénédictins déraillent, entraînant la mort de sept personnes.
En 2022, la SNCF est condamnée pour homicides et blessures involontaires.

## Déroulement

### Déraillement

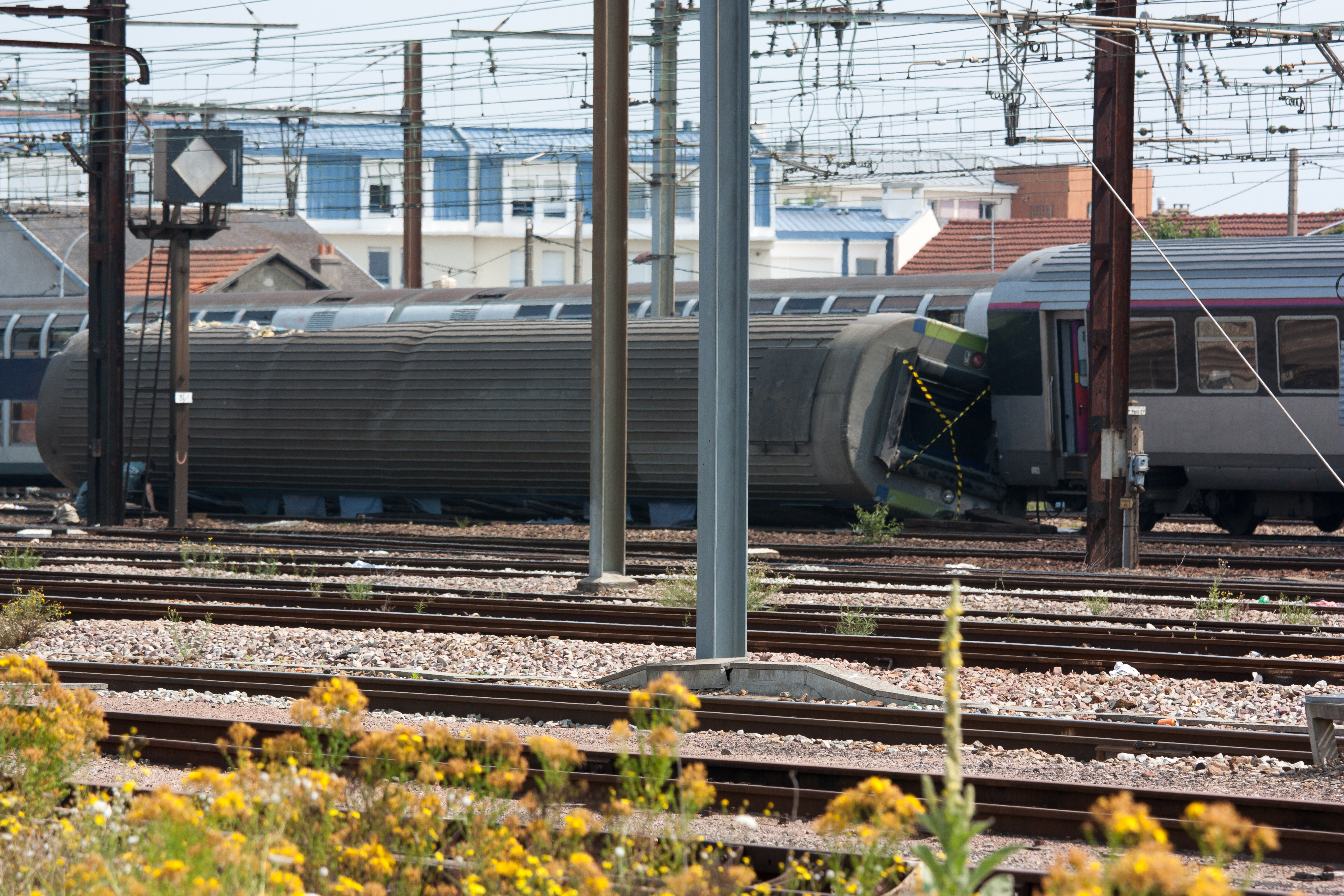
La voiture no 4 couchée sur les rails à 400 m au sud de la gare.

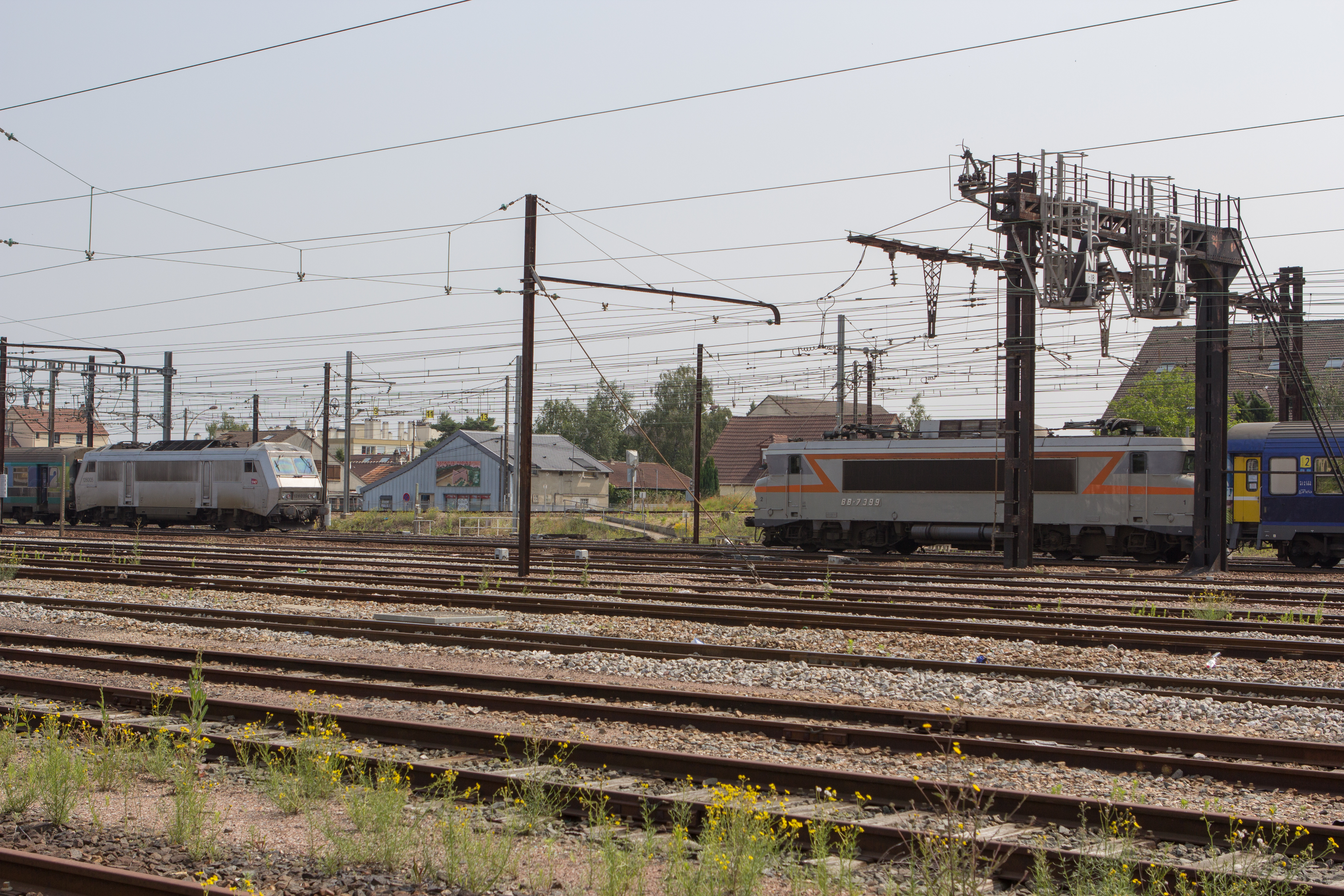
La locomotive du train 3657 (à gauche) et la locomotive du train 3700 arrêté en urgence à quelques mètres (à droite).

À 17 h 11, alors que le train s'apprête à traverser la gare de Brétigny sur la voie 1 (passant à droite du quai no 3), plusieurs témoins à bord constatent un choc lors du franchissement d'une traversée jonction double. Le train déraille et se sépare en deux parties entre les voitures 4 et 5. Celui-ci roule alors à 137 km/h, soit en dessous de la vitesse limite autorisée sur cette voie qui est de 150 km/h,. Alors que la locomotive et les premières voitures continuent de rouler sur la voie 1 lors du freinage d'urgence sur une distance de 400 mètres jusqu'à l'arrêt total, la voiture no 4 se couche sur son flanc droit. L'arrière de la rame est dévié à gauche sur la voie 3 par l'embranchement simple qui suit la traversée jonction double[réf. souhaitée]. La voiture no 6 se retrouve en travers et fauche le quai de la voie 3 sur plusieurs dizaines de mètres, se faisant transpercer par un longeron de la marquise du quai, alors que la voiture no 5, qui présente également des traces de coups sur son flanc gauche, finit par se coucher sur la droite le long du quai de la voie 2[réf. souhaitée].
Le président de la République François Hollande, le Premier ministre Jean-Marc Ayrault et plusieurs ministres, dont le ministre délégué chargé des Transports Frédéric Cuvillier, se rendent sur place dans les heures suivant l'accident. Le président de la SNCF Guillaume Pepy se rend à Brétigny dès la première heure pour constater les dégâts et s'assurer du plan de secours mis en place,. Guillaume Pepy rend hommage aux cheminots « qui ont permis d'arrêter le train et d'éviter qu'il ne percute un autre train qui venait en sens inverse. »

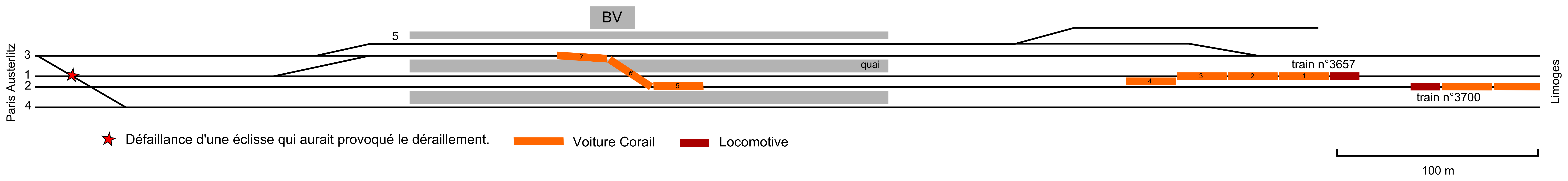
Emplacement des voitures après immobilisation.

### Secours
À 17 h 23, le dispositif Orsec nombreuses victimes, anciennement appelé « plan rouge », est déclenché et les pompiers arrivent sur les lieux, pendant que la SNCF interrompt le trafic sur la ligne entre Paris-Austerlitz, Étampes et Dourdan. Le plan Orsan est déclenché également dans de nombreux hôpitaux franciliens. Selon les témoignages, la solidarité a été immédiate entre les voyageurs et l'arrivée des secours rapide. Des agents de la SNCF brisent les vitres pour permettre aux voyageurs de sortir.
D'importants moyens de secours sont dépêchés sur place,.

### Vols
Des témoignages concordants indiquent qu'il y a eu des scènes de vols sur les lieux de l'accident. Les faits sont confirmés par le rapport de synthèse de la Direction centrale des Compagnies républicaines de sécurité (DCCRS). Le syndicat de police Alliance fait également état de scènes de vol avec un groupe de jeunes qui aurait dépouillé les victimes,. Un an plus tard, l'enquête montre que « trois ou quatre » vols ont bien eu lieu mais qu'il ne s'agit pas de bandes de jeunes ou de marginaux mais d'un opportuniste solitaire.

## Victimes
L'accident a fait, selon le rapport de la sécurité civile, 7 morts et 70 blessés, dont 9 graves, et 227 impliqués. Quatre personnes ont été fauchées sur le quai de la ligne C du RER et sont originaires de l'Essonne : deux jeunes hommes de 19 et 23 ans venant d'Étampes ainsi qu'un couple d'octogénaires habitant Brétigny-sur-Orge. Une jeune femme de 27 ans et un sexagénaire du Limousin sont, eux, morts à bord du train. La septième, une femme de 66 ans hospitalisée en région parisienne, voyageait également à bord du train. La plupart des blessés étaient à bord du train, certaines personnes sur le quai d'en face ont été blessées par des projections de ballast. Du 12 au 24 juillet, six cents demandes de soutien de la part de victimes et de proches sont reçues par la cellule mise en place par la SNCF et RFF. En mémoire des victimes, une minute de silence est observée dans toutes les gares et les trains de France le 13 juillet à midi,,.

## Conséquences sur le trafic

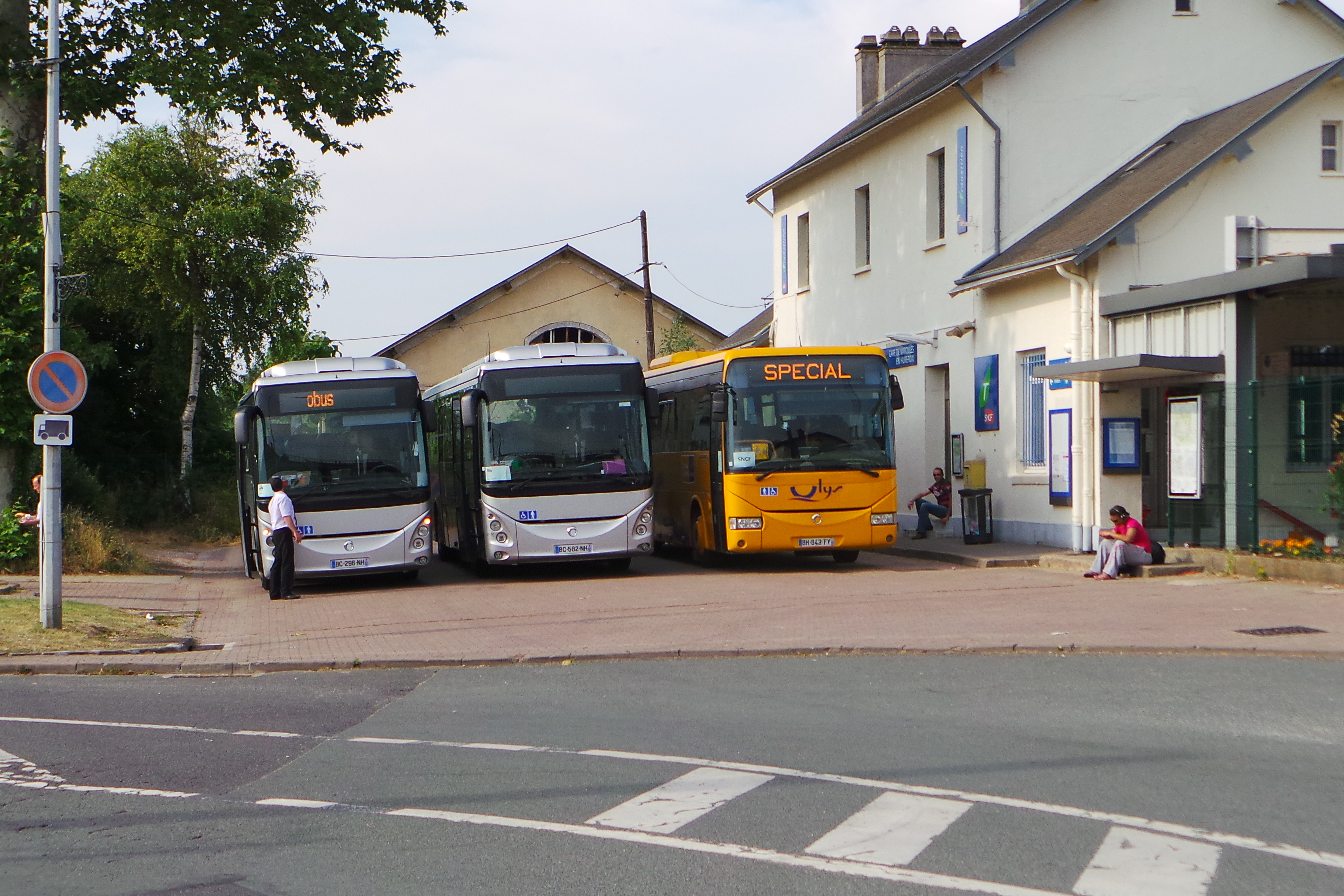
Bus de substitution en gare de Marolles-en-Hurepoix, à destination de la gare de Corbeil-Essonnes.

La gare de Brétigny a été fermée pendant les trois jours suivant l'accident, sur décision du président de la République François Hollande. De ce fait, l'exploitation de la ligne C du RER est interrompue au sud, les usagers étant invités à prendre des itinéraires de substitution par les lignes U, N et D. Quelques trains sont déviés par la gare de Nevers pour rejoindre Limoges.

## Causes

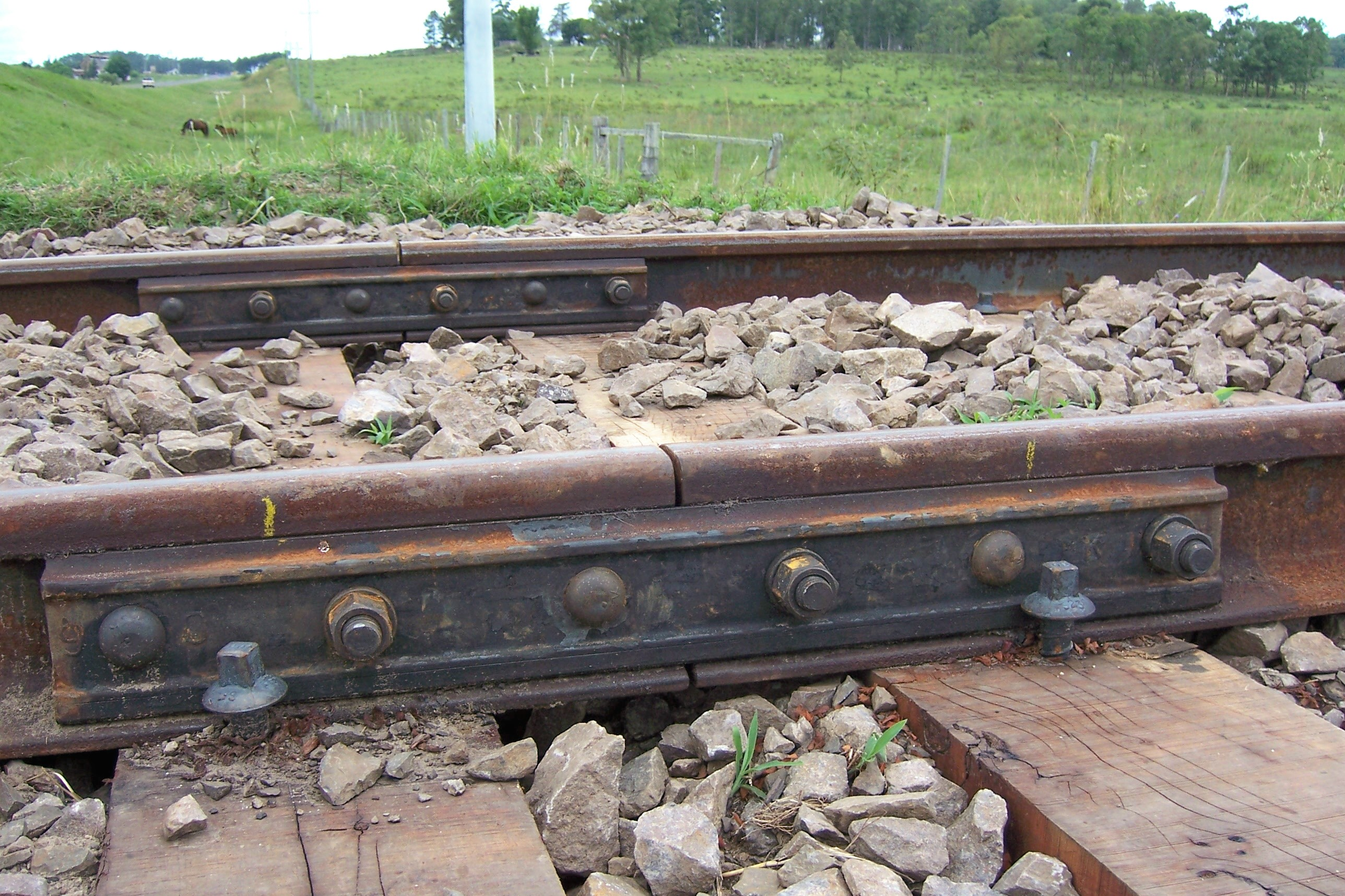
Un joint de rail éclissé.

Trois enquêtes sont ouvertes, par le parquet d'Évry, par le bureau d'enquêtes sur les accidents de transport terrestre (BEA-TT) du ministère des Transports et par la SNCF. Le train semble avoir déraillé au passage d'un aiguillage, 200 m en amont de Brétigny. Le ministre des Transports, Frédéric Cuvillier, déclare que « [c]e n'est pas un problème humain » et écarte la responsabilité du conducteur du train. Les voies avaient été inspectées huit jours avant l'accident.

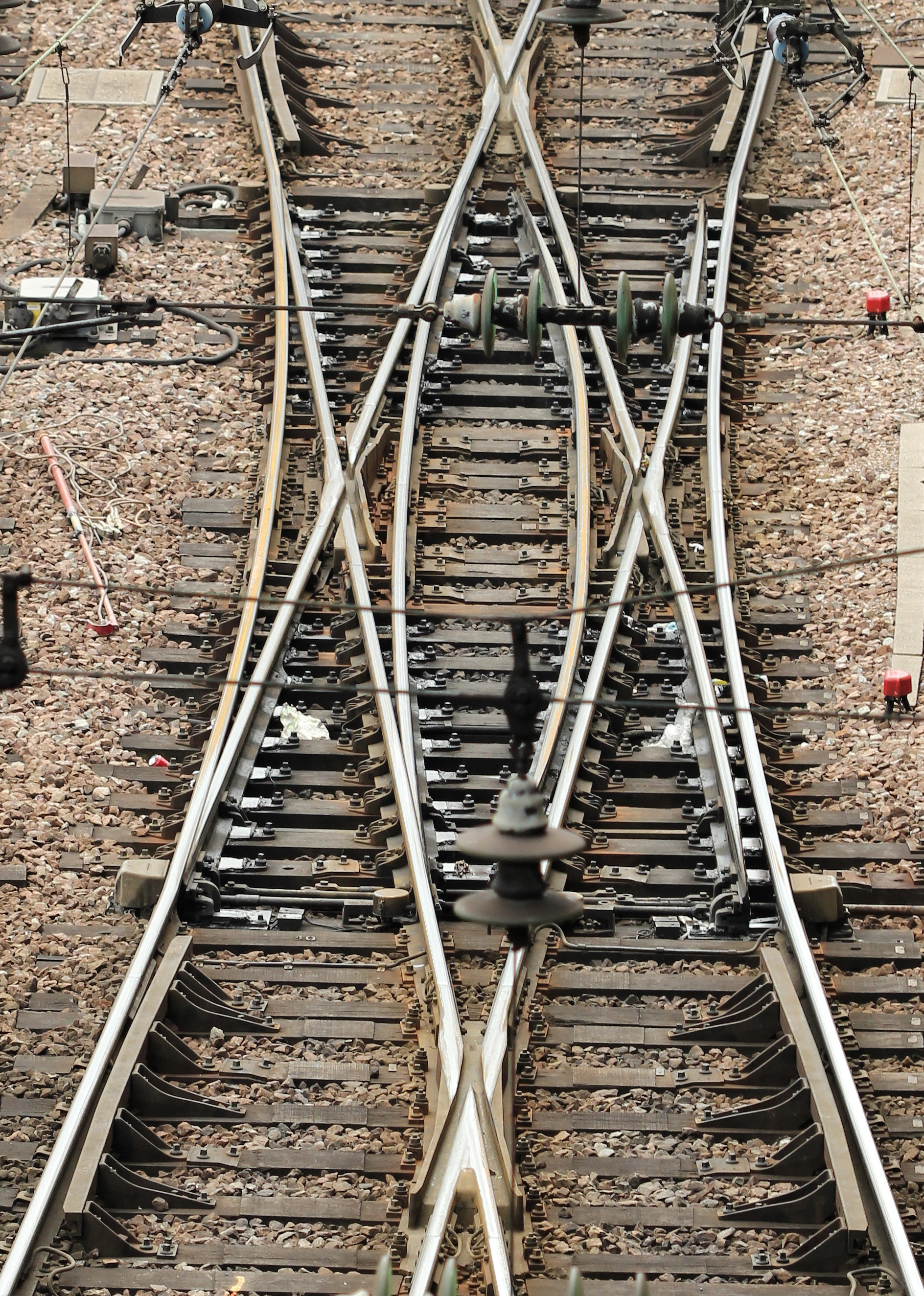
L'éclisse (à quatre boulons) impliquée dans l'accident liait l'aiguille avant droite (ici ouverte) au cœur d'aiguillage (zone où les passages de roue se croisent). L'éclisse interne a pivoté autour du dernier boulon et a obstrué le cœur de la traversée jonction double.

Lors d'une conférence de presse le lendemain du drame, les dirigeants de la SNCF expliquent que la défaillance d'une éclisse serait la cause de l'accident, hypothèse qui est confirmée lors d'une troisième conférence de presse de la SNCF, photos à l’appui. Selon Guillaume Pepy, « l'éclisse s'est désolidarisée [des rails] et s'est logée au milieu de l'aiguillage », ce qui aurait provoqué le déraillement, indiquant par ailleurs que « sur le dernier essieu de la 3e voiture, il y a bien une trace de choc avec l'éclisse ».
L'éclisse a pivoté autour d'un boulon. Le rapport du BEA-TT explique l'accident par « une fissuration qui s'est développée depuis plusieurs mois dans l'âme de l'about de cœur de traversée incriminé, jusqu’à ce qu'un morceau s’en détache, entrainant des efforts anormaux dans le troisième boulon du joint éclissé considéré. Sous ces efforts, la tête de ce boulon a rompu » [quelques semaines avant l’accident]. « Les trois autres boulons ont ensuite cédé, le premier en se dévissant, les deux autres par rupture de leur tête » peu avant l’accident.
Le président de la SNCF a indiqué que la société de transport « […] se considère comme responsable : elle est responsable de la vie de ses clients » et annonce une campagne de vérification de tous les équipements similaires, près de 5 000 en tout, en place sur le reste du réseau ferré national français dont elle assure l'entretien.
L'ensemble du train est évacué quelques jours après l'accident à l'exception des deux voitures les plus abîmées qui ont été placées sur des voies de débords, leur état ne permettant pas un déplacement aisé. Elles sont évacuées par la route trois mois plus tard, pour être entreposées dans un autre lieu durant toute l'instruction.
Le 10 juin 2014, des journaux font état de l'avis d'un enquêteur indépendant en accidentologie, Robert Hazan, qui met en cause la maintenance dans le déraillement du train.
Le 6 juillet 2014, les experts désignés par la justice estiment que « la cause principale est un déficit de qualité de maintenance » en signalant « un état de délabrement - jamais vu par ailleurs - de l'armement de cet appareil de voie », situé en zone à risque (en entrée de gare) à fort trafic (classée UIC2) et « franchissable en voie directe à 150 km/h ». Ils estiment que dans ces conditions « une dérogation aurait dû être mise en place pour qu'une vérification des liaisons éclissées avec démontage eut lieu chaque année ». Les experts soulignent que « nous ne sommes pas en présence d'un acte de malveillance, et que le processus ayant abouti à la désagrégation complète de l'assemblage s'est bien au contraire étalé sur plusieurs mois et a concerné l'ensemble de l'appareil de voie incriminé, sur lequel ont été relevées plus de 200 anomalies de divers degrés de criticité ».

## Suites judiciaires

### Enquête
Le 15 septembre 2014, quatorze mois après l'accident, Réseau ferré de France (RFF) est mis en examen pour « homicides et blessures involontaires ». La SNCF est également convoquée devant les juges le 18 septembre 2014 en vue d'une mise en examen pour les mêmes chefs d'inculpation.
Le 18 juin 2015, le journal Le Monde indique que les trois juges d’instruction chargés de l'enquête sur l’accident avaient demandé au début de l'année 2015 à être dessaisis du dossier faute de moyens suffisants. Le parquet s'y oppose pour éviter de devoir réexaminer l'ensemble du dossier[pertinence contestée].
Le 15 janvier 2016, trois cheminots chargés de la surveillance des voies au moment du déraillement sont placés sous le statut de témoin assisté dans le cadre de l'enquête judiciaire ,.
En février 2016, le journal Le Figaro révèle des éléments du dossier d'instruction. Selon le journal, la retranscription d'écoutes téléphoniques de personnes travaillant au pôle juridique de la SNCF montrerait que la société aurait tenté de manipuler les enquêteurs. Ainsi, une juriste de la SNCF aurait recommandé aux agents amenés à témoigner devant les enquêteurs de n’apporter aucun document lors de leur audition. Toujours selon le journal, le dossier d'instruction mettrait en lumière le fait que la SNCF aurait eu dans les mains le rapport du BEA-TT trois mois avant sa diffusion,,.
Le 23 février 2016, de nouveaux éléments du dossier sont révélés par Mediapart. Des écoutes judiciaires montreraient comment la direction de la SNCF a, pendant plusieurs mois après l'accident, refusé de réduire la vitesse sur des tronçons dangereux, ceci afin de cacher sa connaissance du mauvais état des voies en question.
Le 1er avril 2019, le journal Le Parisien révèle que, plusieurs mois avant l'accident, le responsable de l'infrastructure pour l'Île-de-France avait signalé un nombre insuffisant d'agents d'entretien des voies à sa hiérarchie, mais sans résultats tangibles.

### Procès
Le procès se tient devant le tribunal correctionnel d'Évry, du 25 avril au 17 juin 2022,. Au terme de deux mois de procès, le procureur de la République requiert la peine maximale contre la SNCF, soit 450 000 euros, pour homicides et blessures involontaires, en récidive légale (à la suite d'un accident ferroviaire survenu à Troyes, pour lequel la SNCF a été condamnée en 2013). Il requiert également la relaxe de SNCF Réseau et du cheminot mis en cause aux côtés de la maison-mère.
Le 26 octobre 2022, le tribunal condamne la SNCF à 300 000 euros d'amende pour homicides et blessures involontaires en état de récidive légale mais relaxe un cadre cheminot et SNCF Réseau (successeur de Réseau ferré de France).

## Galerie de photographies

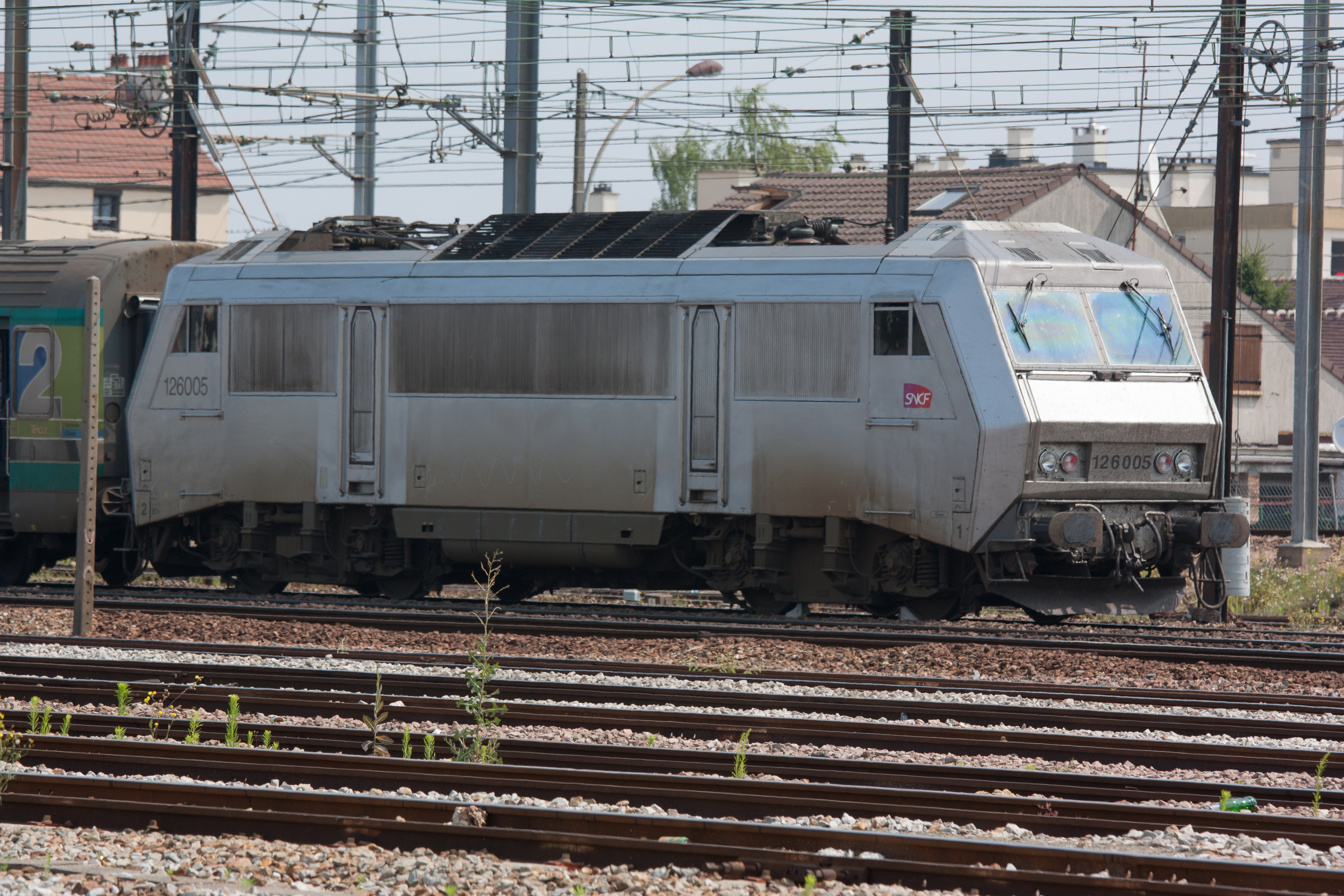
La locomotive BB 26005 en tête du train no 3657.
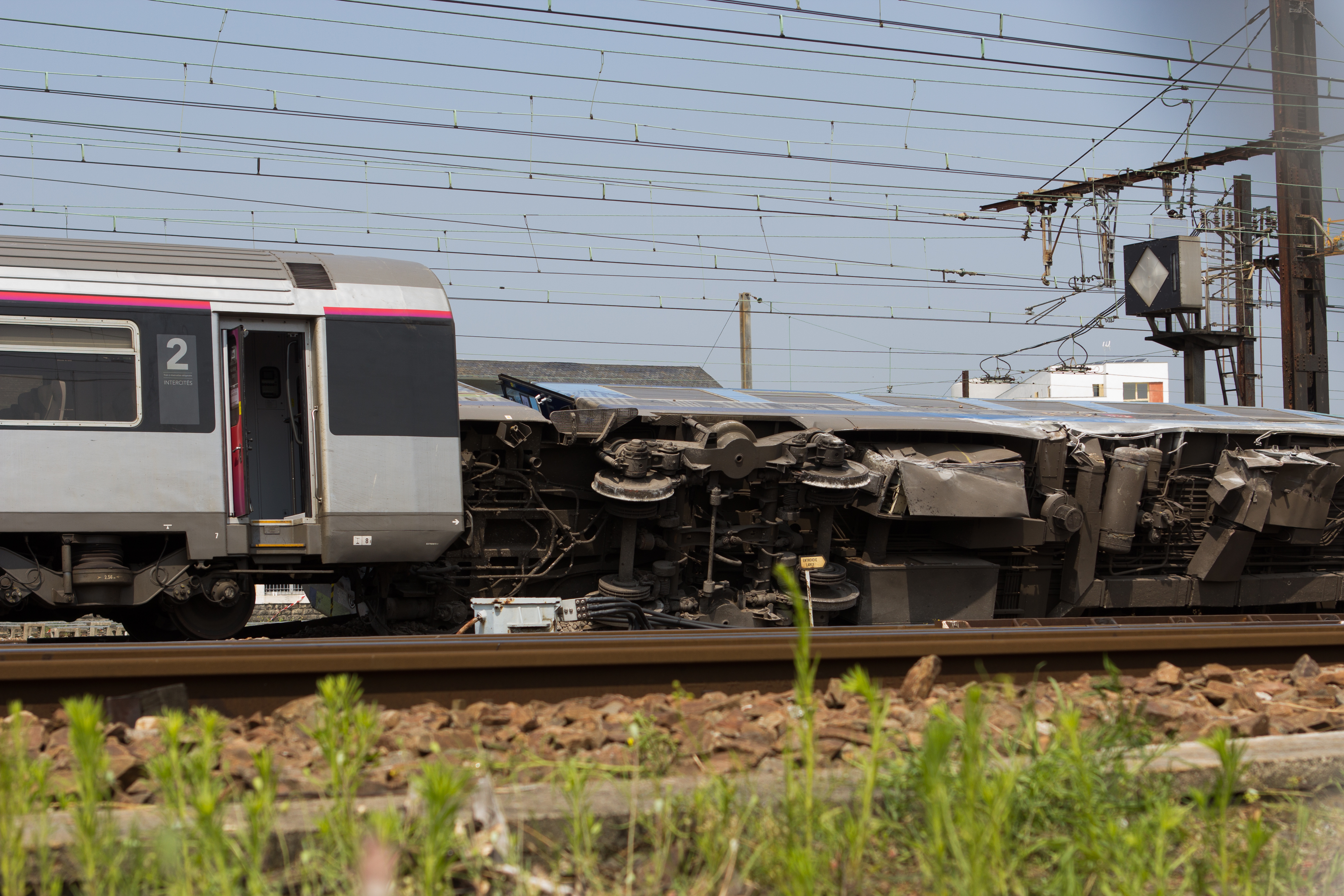
Les voitures nos 3 et 4.
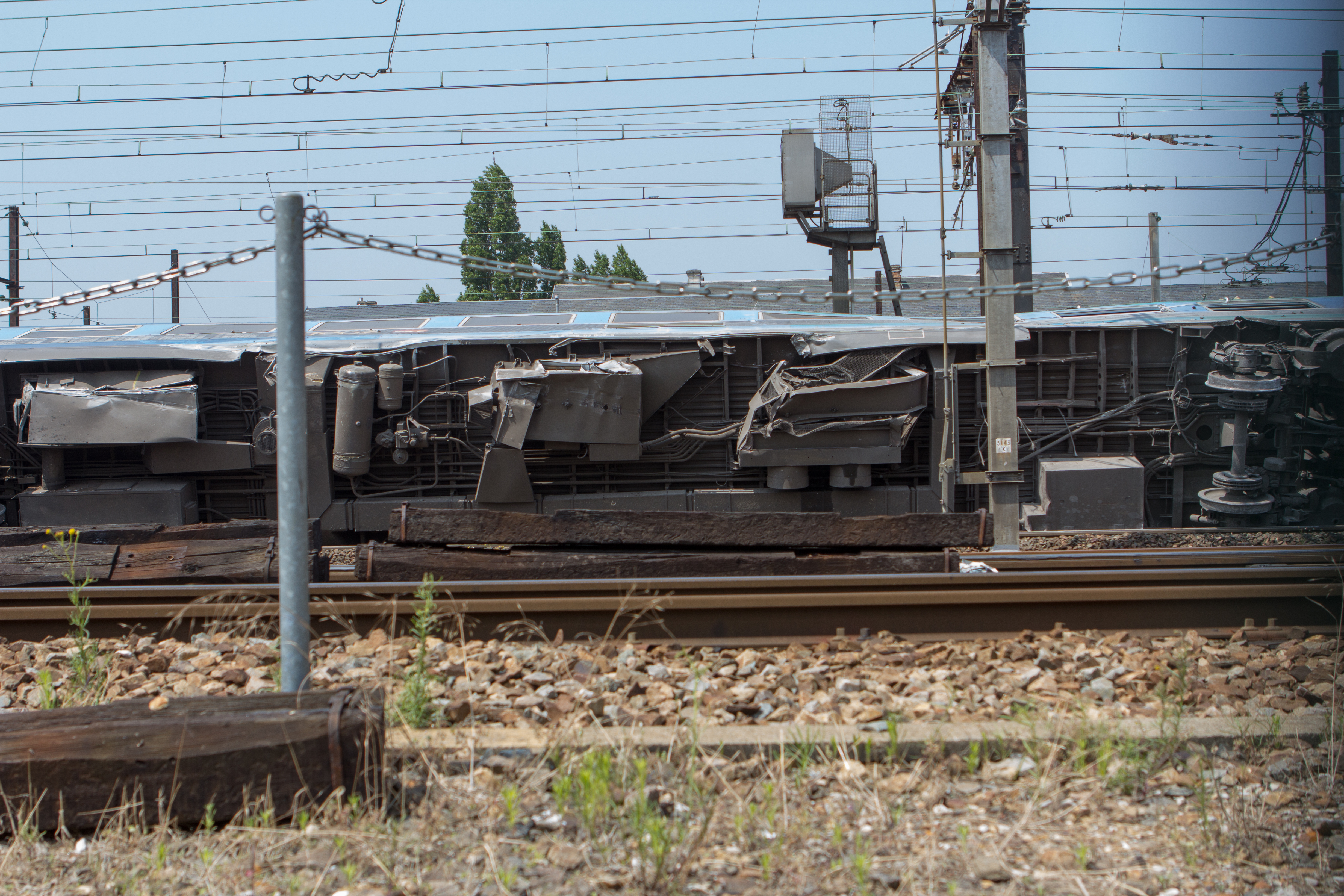
Le dessous de la voiture no 4 couchée sur les rails.
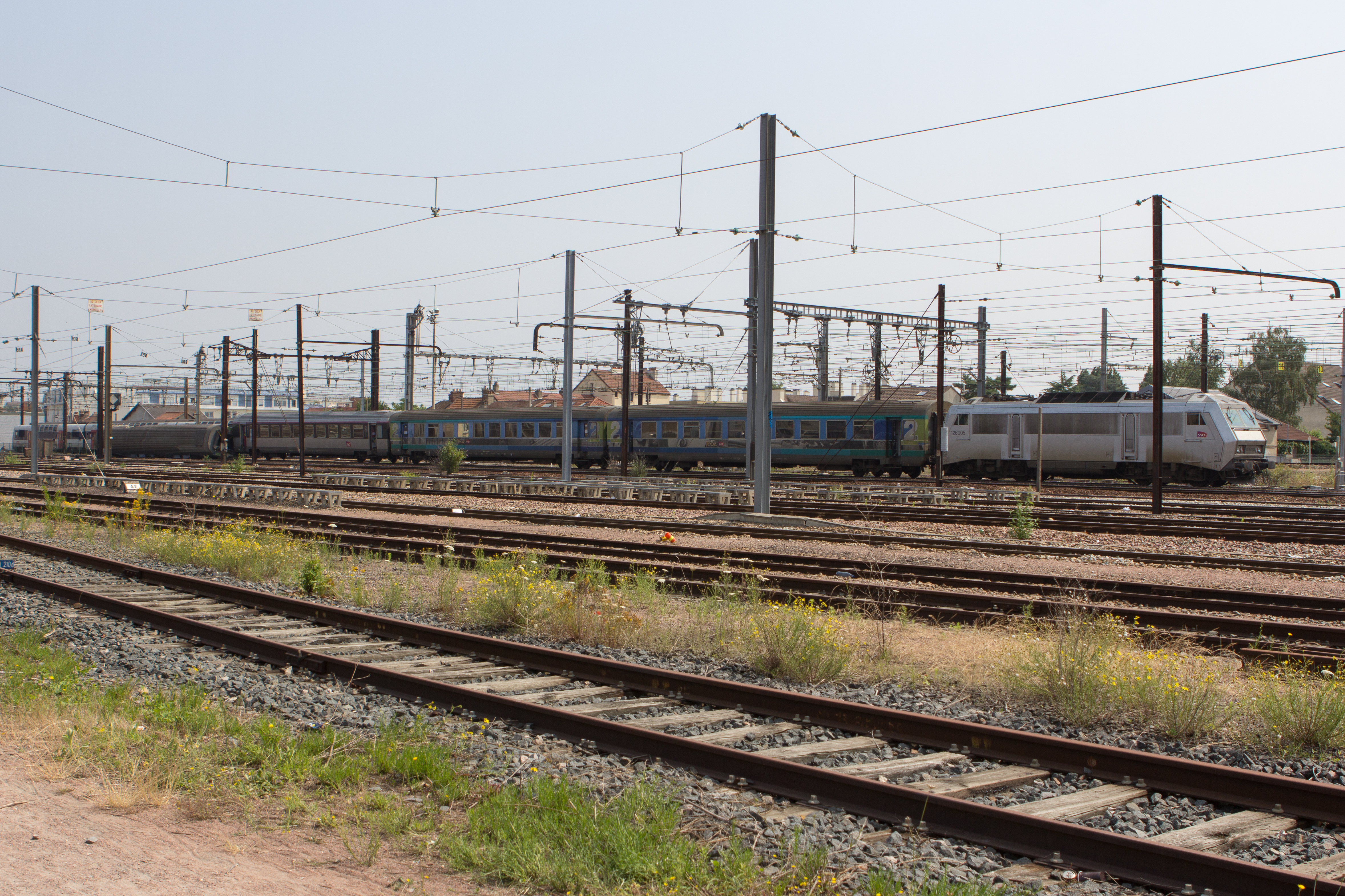
La locomotive et les quatre premières voitures du train no 3657.
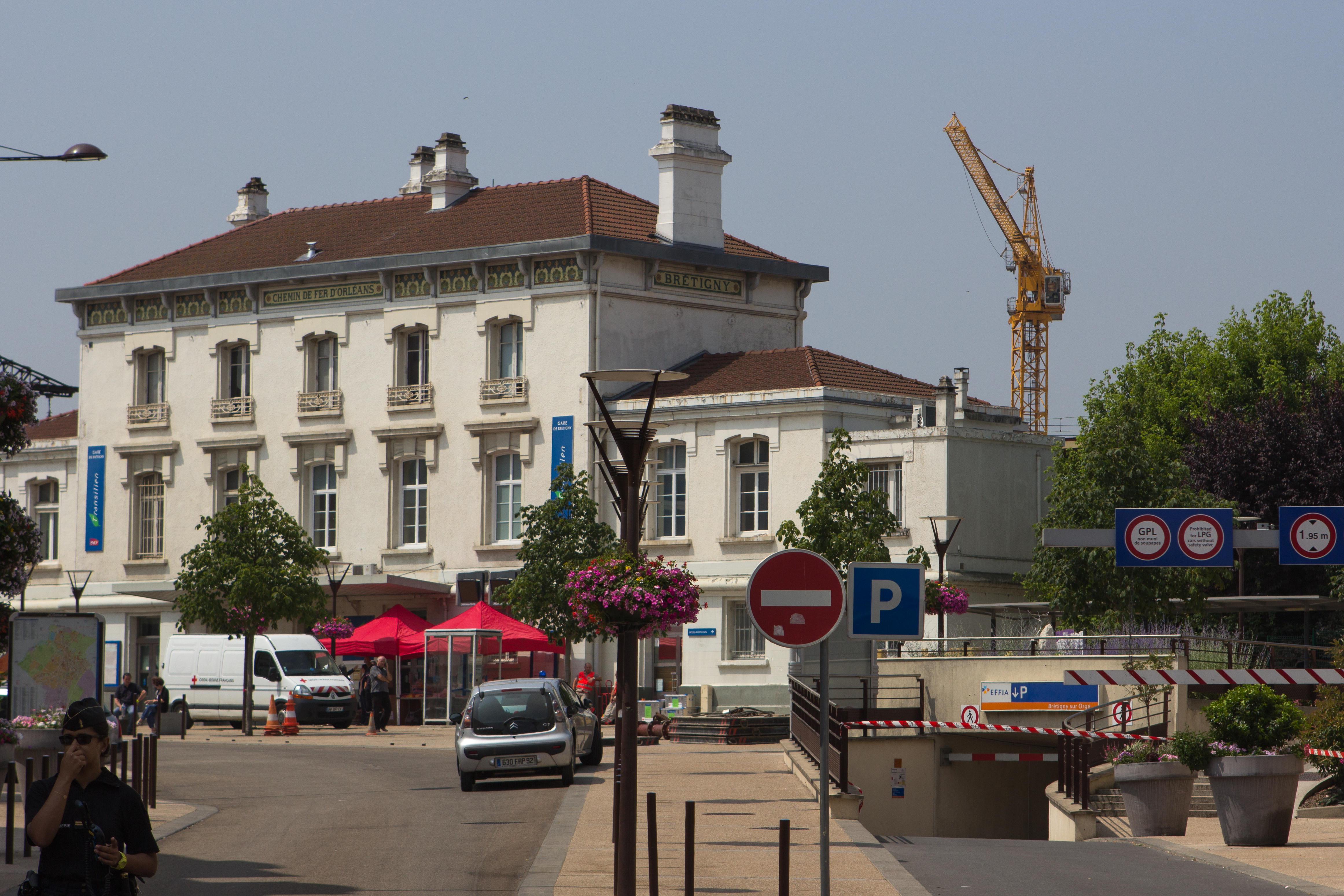
La place de la gare le 13 juillet 2013.
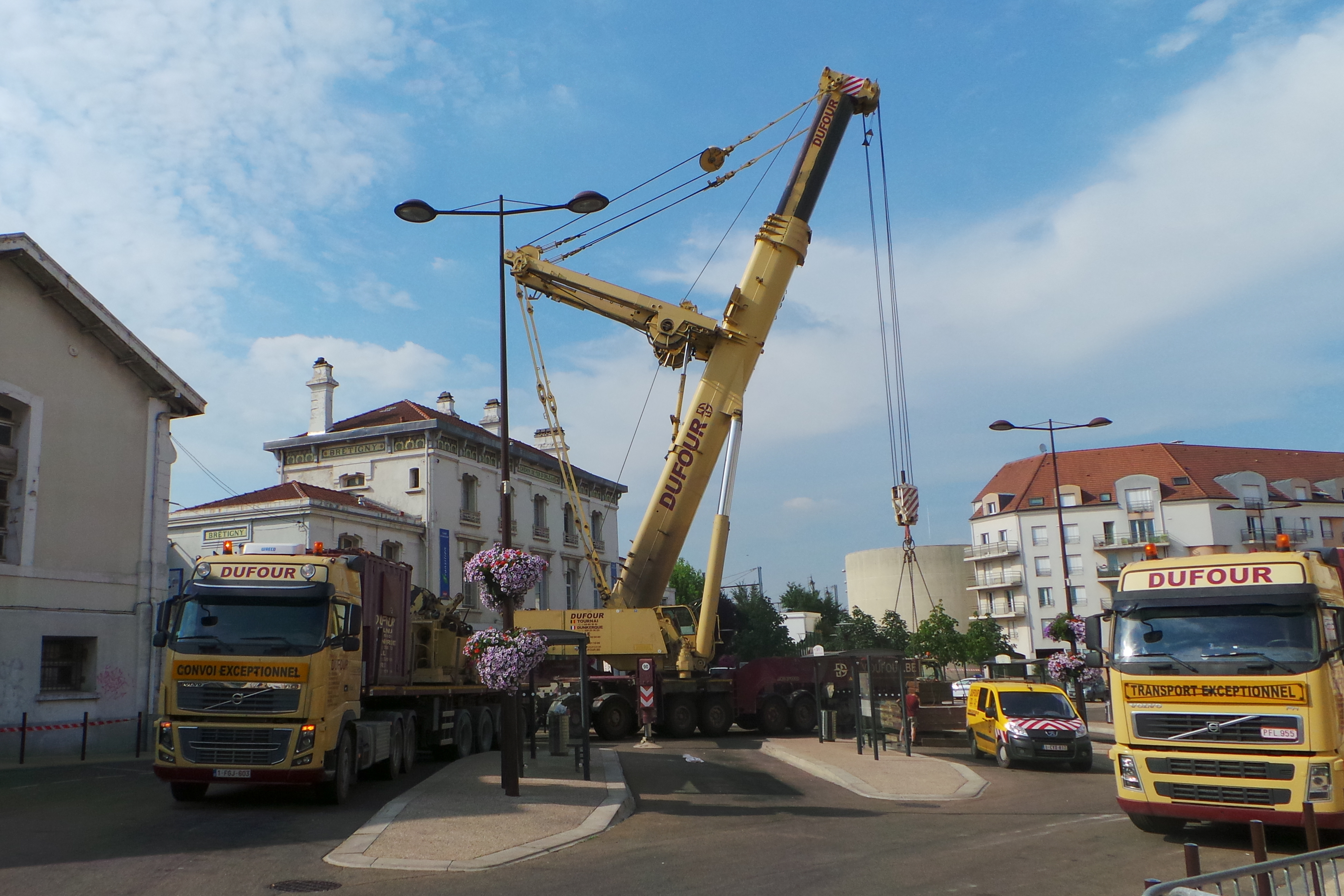
La grue qui a procédé au relevage des voitures accidentées par-dessus le bâtiment de la gare.